# Yıldırımdemirciler, Kızılcahamam
Yıldırımdemirciler là một xã thuộc huyện Kızılcahamam, tỉnh Ankara, Thổ Nhĩ Kỳ. Dân số thời điểm năm 2011 là 32 người.